# Dialekt
Dialekt  (av klassisk grekiska: διάλεκτος, diálektos) eller de inhemska formerna bygdemål, allmogemål, sockenmål, folkmål med mera är en språklig varietet med regional (geografisk) bas och viss tidsmässig konstans i motsats till sociolekter som har sin bas i en social grupp, till exempel en samhällsklass. Slang och jargong är andra varieteter. Idiolekter är enskilda individers språk. Begreppet dialekt används även om specifika varianter av språk som inte avser mänsklig kommunikation, exempelvis datorprogrammeringsspråk. Dialekt står i motsättning till standardspråk, men det finns ett kontinuum från neutralt och regionalt standardspråk via utjämnad dialekt till genuin dialekt (folkmål, bygdemål).

## Avgränsning
Ofta menas att en dialekt talas av invånarna i ett visst område, såsom ett landskap eller en socken. Detta är inte alldeles sant, då gränserna är ganska mycket suddigare än så, men det är den vanligaste definitionen. Man kallar normalt gränsen för ett dialektalt drags utbredningsområde för en isogloss. När flera isoglosser faller i varandra kan man börja tala om ett dialektområde. Det finns inga skarpa gränser för när en dialekt slutar och en annan tar vid; i stället ackumuleras de språkliga förändringarna över ett dialektkontinuum. Skillnaderna mellan standardspråket och områdets dialekt tenderar även vara mindre markerad hos högutbildade som i stor omfattning behöver använda skriftspråk eller kommunicera nationellt, och historiskt har en starkt dialektal brytning ofta även betraktats som sociolekt. Det kan möjligen relatera till att ekonomiska och sociala skillnader mellan huvudstaden och regionerna påverkat synen på dialekterna i centrala sociala sammanhang, så att de förknippas med olika prestige. Likaså har skollärare försökt använda ett mera skriftspråkligt språkuttryck för att hjälpa eleverna till bättre förståelse och understundom har dialektdelar undertryckts i skolmiljön som "felaktiga" eller "olämpliga".

## Dialektnivåer
Inom språksociologin talar man om fyra nivåer av dialektanvändning:
- Neutralt standardspråk är den standardform, vanligtvis med ett etablerat skriftspråk, som understöds av institutioner och överskuggar de andra varianterna (se vidare stycket Språk eller dialekt nedan). Ett exempel är rikssvenska, vars uttal i sen tid utvecklats som ett artificiellt uttal av det alltmer standardiserade skriftspråket;[1] rikssvenska är den svenska som på 1900‑talet har använts i media och som läres som främmande språk. Nynorska är ett standardsspråk som konstruerats som kompromiss mellan talade dialekter.
- Regionalt standardspråk innehåller vissa regionala drag, till exempel uttal och prosodi, men röjer inte någon preciserad geografisk härkomst. Vissa nyhetsuppläsare i TV, radio och andra talade media kan sägas tala regionalt standardspråk. Svenskan har grovt taget sex varianter av regionalt standardspråk: ett sydsvenskt, västsvenskt, uppsvenskt, norrländskt, gotländskt och finlandssvenskt standardspråk.[2]
- Utjämnad dialekt skiljer sig på flera punkter från standardspråk, men förstås väl av andra som inte talar dialekten. Man hör lätt på en utjämnad dialekt ungefär varifrån talaren härstammar.
- Genuin dialekt är normalt svår att förstå för utomstående. Grammatik, ordförråd och uttal skiljer sig väsentligt från standardspråket. Till de få genuina dialekter som överlevt i Sverige i dag hör dialekterna gutniska, jämtska, härjedalska, bondska och några varianter av dalmål, till exempel älvdalska. I Österbotten i Svenskfinland lever genuina svenska dialekter kvar i högre grad. En genuin dialekt har som standardspråket en tradition som indikerar vad som kan anses vara korrekt språkanvändning i respektive språkrum. Den etablerade svenska termen för genuin dialekt var på 1800‑ och 1900‑talen folkmål. Folkmål anses i Nationalencyklopedin vara föråldrat i vetenskaplig framställning,[3], men används fortfarande i aktuella verk som Ordbok över Finlands svenska folkmål[4].

Vad som är vad är delvis en politisk/kulturell definition, som baserar sig på vad som förekommer formellt i radio/TV. Det är talspråk som omfattas av dessa termer, medan dialekt oftast knappt förekommer i skrift, utöver återgivande av talspråk. Användning av särpräglade dialekter förekommer, mer eller mindre korrekt, för speciella effekter, exempelvis i komedi, eller gestaltning av en specifik, typisk miljö, såsom 1800-talets Småland.

## Språk eller dialekt?
Allmänt accepterade språkvetenskapliga kriterier för att skilja en dialekt från ett språk saknas. Det finns några riktlinjer som dock ibland motsäger varandra. Det är alltså en subjektiv distinktion som är beroende av användarens referensramar, och i praktiken färgas starkt av historiska och politiska faktorer.
Har man en strikt språkvetenskaplig synvinkel talar två personer olika språk om de inte kan göra sig förstådda med varandra. Är skillnaden mellan deras språkliga varianter så liten att de så gott som felfritt förstår varandra talar de istället olika dialekter av samma språk. Med den här synen blir till exempel norskt bokmål en dialekt av danska liksom amerikansk, brittisk och australisk engelska dialekter av engelska. Dessa dialekter kallas standardiserade dialekter eftersom de har egna ordböcker och grammatikor som är normativa, även om variationerna hos språkets talare kan vara starka. Däremot blir definitionen problematisk om man betraktar ett större sammanhängande språkområde. Genom hela Skandinavien förstår folk i intilliggande områden varandra, oavsett nationsgränser, i en sammanhängande kedja av dialekter – men folk i kedjans yttersta ändar förstår inte nödvändigtvis varandra. En dansk från Jylland förstår en köpenhamnare, som förstår en skåning, som förstår en dalkarl – men det är inte alls säkert att dalkarlen och jyllänningen förstår varann. Det finns inget entydigt ställe att dra en gräns mellan språken, utan det är ett kontinuum. Den formella gränsen går mellan statsgränser och riksspråk, som med sin vokabulär och syntax påverkar i motsatta riktningar på de historiskt närliggande dialekterna. Graden av förståelse påverkas av uttalet som ibland kan försvåra mellan dialekter inom ett språk jämfört med klart uttal av närliggande språk, exempelvis inom Norge, medan svenska kan förstås hyggligt. Graden av förståelse beror även på ett antal personliga faktorer, där utbildning, intelligens, fantasi, kommunikationsvilja och erfarenhet av olika språk spelar in. Om två närliggande språk talas i samma land, kan båda förekomma i samma TV-kanaler, och då lär sig folk en del av det andra språkets speciella ord, vilket i sig gör att man inom landet förstår varandra, även om det skulle vara en hel del olikheter. Svenska och norska har många olikheter inom ordförrådet, men de förekommer tillräckligt ofta i varandras TV-kanaler så att begripligheten förbättrats via tillvänjning utan att någondera språket egentligen förändrats.
Utefter gränsen mellan Brasilien och det omgivande spanskspråkiga området har en språkblandning skett, kallad "portuñol", dvs. portugisiska med spanska, som är en kompromiss och förstås av bägge parter lättare än respektive formella språk. Galiciskan, däremot, är en tydligt portugisisk dialekt i Spanien, skriven med spanska grafem.
Däremot är det skarpa gränser mellan dialekter som kommer från olika språkfamiljer, till exempel mellan finska och svenska dialekter, på samma sätt som de språk som dialekterna tillhör är starkt skilda från varandra. I sådana gränsområden är folk ofta tvåspråkiga, likt inom Finland där finlandssvenska talas. Dock sker även viss blandning av språken i informellt tal, så att en strof kan göras i det ena språket, men innehålla ord från det andra, som "ad hoc"-lånord. Detsamma sker ofta i invandrares hem, där vanliga ord från det omgivande samhället inlemmas oöversatt i hemspråket.
Finlandssvenskt exempel: "har du kännykkä?" (= mobiltelefon). Spanskt i Sverige: "Necesito un 'monascur' para el 'esporvagen' " (Jag behöver ett månadskort till spårvagnen). Detta trots att adekvata ord finns i det egna språket.
Anlägger man istället en politisk syn kallas ofta språkliga varianter dialekter istället för språk därför att de:
- inte har ett vedertaget skriftspråk med utarbetad grammatik och ordböcker
- använder ett skriftspråk som hör till en annan dialekt/språk
- inte har en egen "stat"
- inte används i officiella dokument
- inte används som undervisningsspråk i skolorna, i varje fall inte skriftligt
- saknar "prestige"

Enligt dessa kriterier blir älvdalsmål och skånska dialekter, medan norskt bokmål och faktiskt även amerikansk engelska blir egna språk.
Heinz Kloss introducerade begreppet Ausbau (tyska för "utbyggnad") för att beskriva språkliga varianter som understöds av institutioner enligt ovan och överskuggar de dialektala varianter som saknar institutioner.
Ordet språk har många betydelser. En ny term är glottolekt för språk som svenska eller engelska. En glottolekt omfattar tre slags språk: dialekt, sociolekt och idiolekt.

## Dialekters politiska betydelse
Det är oftast historiska och politiska faktorer som är avgörande för om en viss språklig variant betraktas ett språk eller inte. Ett känt citat i sammanhanget är den jiddischspråkige lingvisten Max Weinreichs aforism "ett språk är en dialekt med en armé och en flotta", något som ganska väl avspeglar betydelsen av historiska och politiska faktorer när det gäller att avgöra vad som är ett språk och en dialekt. En kanske kompletterande definition är att ett språk har en egen kultur- och skolminister och egna radio- och TV-kanaler.
Ett exempel på detta är utvecklingen av serbokroatiskan efter splittringen av Jugoslavien, där man tidigare talade om olika dialekter av samma språk (serbokroatiskan). Numera finns de fyra separata ausbauspråken serbiska, montenegrinska, bosniska och kroatiska som utvecklats efter etablerandet av fyra olika stater (serbokroatiskan ansågs ha tre dialektgrupper; de fyra nya ausbauspråken grundar sig dock på samma dialektgrupp, den štokaviska). Även bildandet av Makedonien har utvecklat makedonskan som ett eget ausbauspråk. De dialekter i det sydslaviska dialektkontinuumet som nu anses vara makedonska har hämtats från det som tidigare ansågs vara serbiska eller bulgariska dialekter, vilket har lett till att makedonskans status som språk och inte bulgarisk dialekt stundom inte erkänns bland bulgariskspråkiga.
Ett exempel i andra riktningen är kinesiska som ofta kallas ett språk, trots att de olika "dialekterna" av kinesiska kan vara inbördes helt obegripliga och rent språkvetenskapligt uppfyller alla kriterier på att vara språk. Många delar upp kinesiska i mandarin, kantonesiska och några mindre språk, men det brukar av politiska skäl inte göras i Kina. Det gemensamma skriftspråket används som enande instrument.
En strävan att upphöja sin språkliga variant till språkstatus snarare än dialekt är ofta ett led i politiska autonomisträvanden, liksom nedvärdering till dialekter kan vara ett led i en politisk centralisering. Katalanska sågs som en dialekt medan Franco härskade i Spanien men är idag (jämte spanska) officiellt språk i den autonoma regionen Katalonien.

## Dialekters uppkomst
De särdrag som skiljer ut en viss dialekt från angränsande dialekter kan ha uppstått på i princip två sätt. För det första kan dialekten ha bevarade arkaismer, alltså äldre språkdrag som tidigare varit gemensamma men som försvunnit ur angränsande dialekter och standardspråket. För det andra kan det ha uppstått novationer i dialektområdet, alltså nybildningar som inte förekommer i angränsande dialekter eller i standardspråket. Novationer kan spridas över stora områden från språkhistoriska spridningscentrum, där nybildningarna ofta följer kommunikationsleder som segelbara floder, kustremsor och järnvägar, eller anpassar sig efter kulturella strukturer som stift eller andra administrativa indelningar. På det geografiska område som idag är Sverige, har dialekternas uppkomst med början på 1100-talet präglats av två starka spridningscentrum, ett i Danmark och ett i närheten av det som så småningom blev Stockholm.
I allmänhet spricker ett gemensamt språk upp i dialekter då olika grupper av talare inom språkgemenskapen blir geografiskt eller politiskt separerade. Faktorer som bidrar till separationen är bland annat geografisk omfattning av utspridningsområdet och naturliga hinder, såsom bergskammar och längre vattenhinder. De talare som blir minst isolerade från omvärlden är de som utvecklar minst dialekt. I modern tid har enhetliga utbildningssystem och massmedia hämmat utvecklingen av dialekter. Det finns ofta incitament mot dialekter, eftersom inlärning fördröjs vid skillnad mellan det talade språket och skriften, och karriärmöjligheterna är ljusare för den som väl behärskar det centrala administrationsspråket. Ett område som tidigare tillhört en annan stat kan konservera begrepp från den tiden parallellt med riksspråkets ord. Lokala begrepp uppkommer ofta utifrån specifika behov, så en person i en västkustsk fiskarmiljö använder ord som kan vara obekanta för en norrländsk skogsmarksbo och vice versa.
Även motsatsen förekommer, att en riksdialekt förändras med tiden, på grund av inflytande från andra språk och nya företeelser som behöver nya ord, medan isolerade områden behåller ett talspråk som blir gammaldags ur riksdialekttalandes perspektiv. På så sätt har finlandssvenskan och latinamerikansk spanska bevarat arkaismer.